# Kisrebra község
Kisrebra község (románul: Comuna Rebrișoara) község Beszterce-Naszód megyében, Romániában. Központja Kisrebra, beosztott falvai Gertia, Gertia (Gersa II), Szamosontúli telep.

## Népessége
A 2011-es népszámlálás adatai alapján a község népessége 4269 fő volt.